# Gora, Teholica ob Vrbskem jezeru
Gora (nemško St. Bartlmä) je naselje v Občini Teholica v Okraju Celovec-dežela na Koroškem v Avstriji.